# Жаки (Минская область)
Жаки́ (бел. Жакі́) — деревня в составе Добринёвского сельсовета Дзержинского района Минской области Беларуси. Деревня расположена в 32 километрах от Дзержинска, 35 километрах от Минска и 20 километрах от железнодорожной станции Фаниполь.

## История
В конце XVIII века известна как деревня в Минском повете Минского воеводства Великого княжества Литовского. После второго раздела Речи Посполитой (1793 год) в составе Российской империи. В 1794 году — 9 дворов, 60 жителей, собственность Н.К. Огинского, в 1880 году — 12 дворов, 70 жителей, являлась владением князя Доминика Радзивилла. В середине XIX века в составе имения Вицковщина, владение князя Льва Витгенштейна. Согласно инвентарю 1840 года имение находилось в аренде у помещика И. Богдашевского. В конце XIX век—начале XX века деревня находилась в составе Самохваловичской волости Минского уезда Минской губернии. В 1897 году, по данным первой всероссийской переписи в застенке — 11 дворов, 69 жителей, в 1917 году — 12 дворов, 70 жителей. 
С 9 марта 1918 года в составе провозглашённой Белорусской Народной Республики, однако фактически находилась под контролем германской военной администрации. С 1 января 1919 года в составе Советской Социалистической Республики Белоруссия, а с 27 февраля того же года в составе Литовско-Белорусской ССР, летом 1919 года деревня была занята польскими войсками, после подписания рижского мира — в составе Белорусской ССР.
С 20 августа 1924 года в составе Рубилковского сельсовета (который с 23 марта 1932 года по 14 мая 1936 года являлся национальным польским сельсоветом)  Самохваловичского района, с 18 января 1931 года в составе Койдановского района Минского округа. 15 марта 1932 года Койдановский район преобразован в Койдановский польский национальный район, который 26 июня был переименован в Дзержинский.  31 июля 1937 года Дзержинский национальный полрайон был упразднён, деревня Жаки перешла в состав Минского района Минского округа, с 20 февраля 1938 года — в составе Минской области. 4 февраля 1939 года Дзержинский район был восстановлен. В годы коллективизации в деревне был организован колхоз «Коминтерн», работала кузница, механическая и шорная мастерская. Хозяйство обслуживала Фанипольская МТС.
В Великую Отечественную войну с 28 июня 1941 года до 7 июля 1944 года под немецко-фашистской оккупацией. Во время войны на фронте погибли 6 жителей деревни. 
В 1960 году насчитывалось 77 жителей, в 1991 году — 12 хозяйств, 70 жителей; входила в колхоз «Правда». По состоянию на 2009 год в составе ОАО «Правда-Агро» (центр — д. Боровики). 28 мая 2013 года деревня была передана из состава упразднённого Рубилковского сельсовета в Добринёвский сельсовет.

## Население
| Численность населения (по годам) | Численность населения (по годам) | Численность населения (по годам) | Численность населения (по годам) | Численность населения (по годам) | Численность населения (по годам) | Численность населения (по годам) | Численность населения (по годам) |
| 1794                             | 1880                             | 1897                             | 1909                             | 1917                             | 1960                             | 1991                             | 1999                             |
| -------------------------------- | -------------------------------- | -------------------------------- | -------------------------------- | -------------------------------- | -------------------------------- | -------------------------------- | -------------------------------- |
| 60                               | ↗ 70                             | ↘ 69                             | ↘ 59                             | ↗ 70                             | ↗ 77                             | ↘ 20                             | ↘ 17                             |
| 2004                             | 2010                             | 2017                             | 2018                             | 2020                             | 2022                             |                                  |                                  |
| ↘ 11                             | ↗ 13                             | ↘ 8                              | → 8                              | ↘ 6                              | ↘ 4                              |                                  |                                  |